# Sobór Kazańskiej Ikony Matki Bożej w Petersburgu

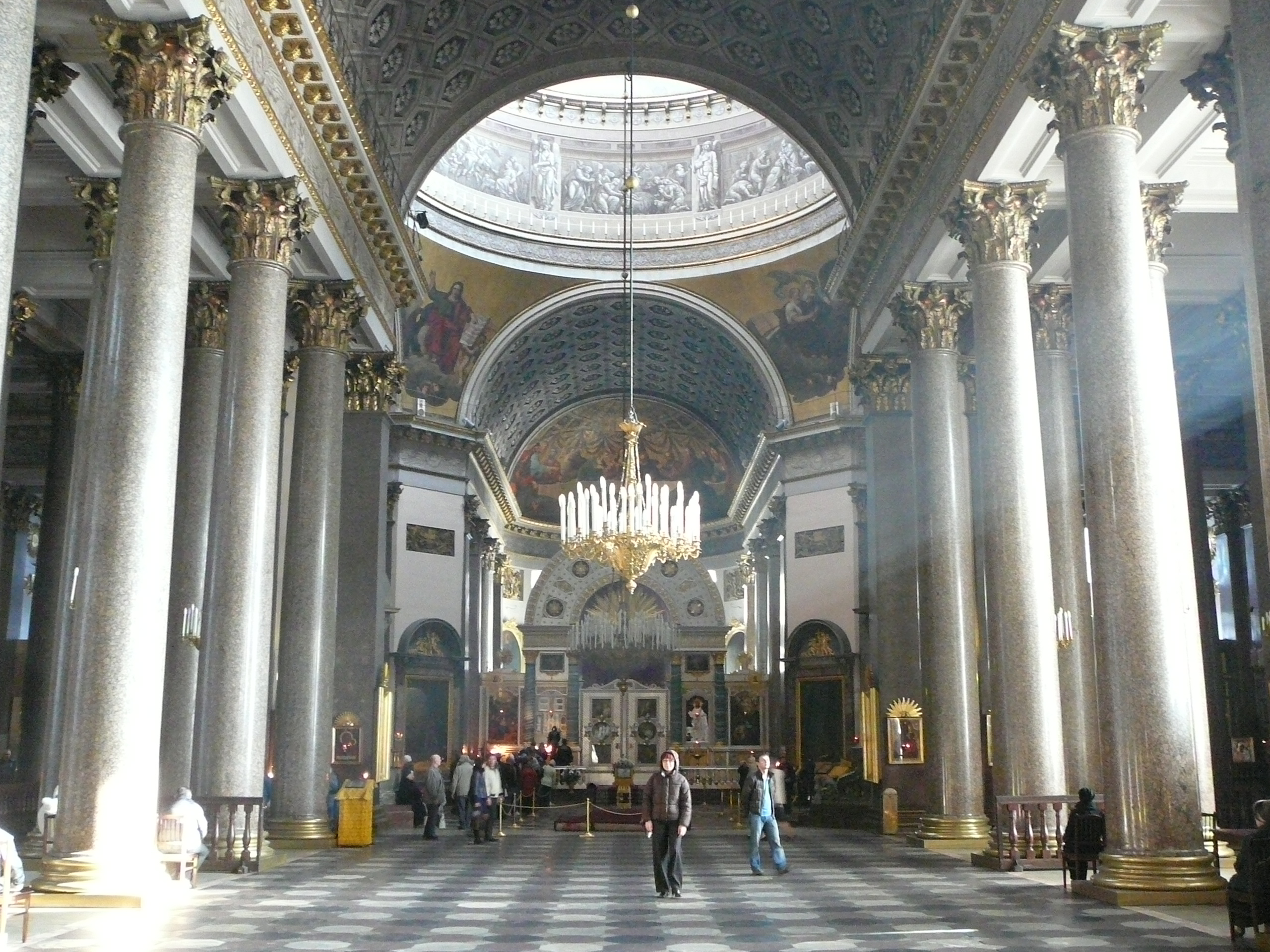

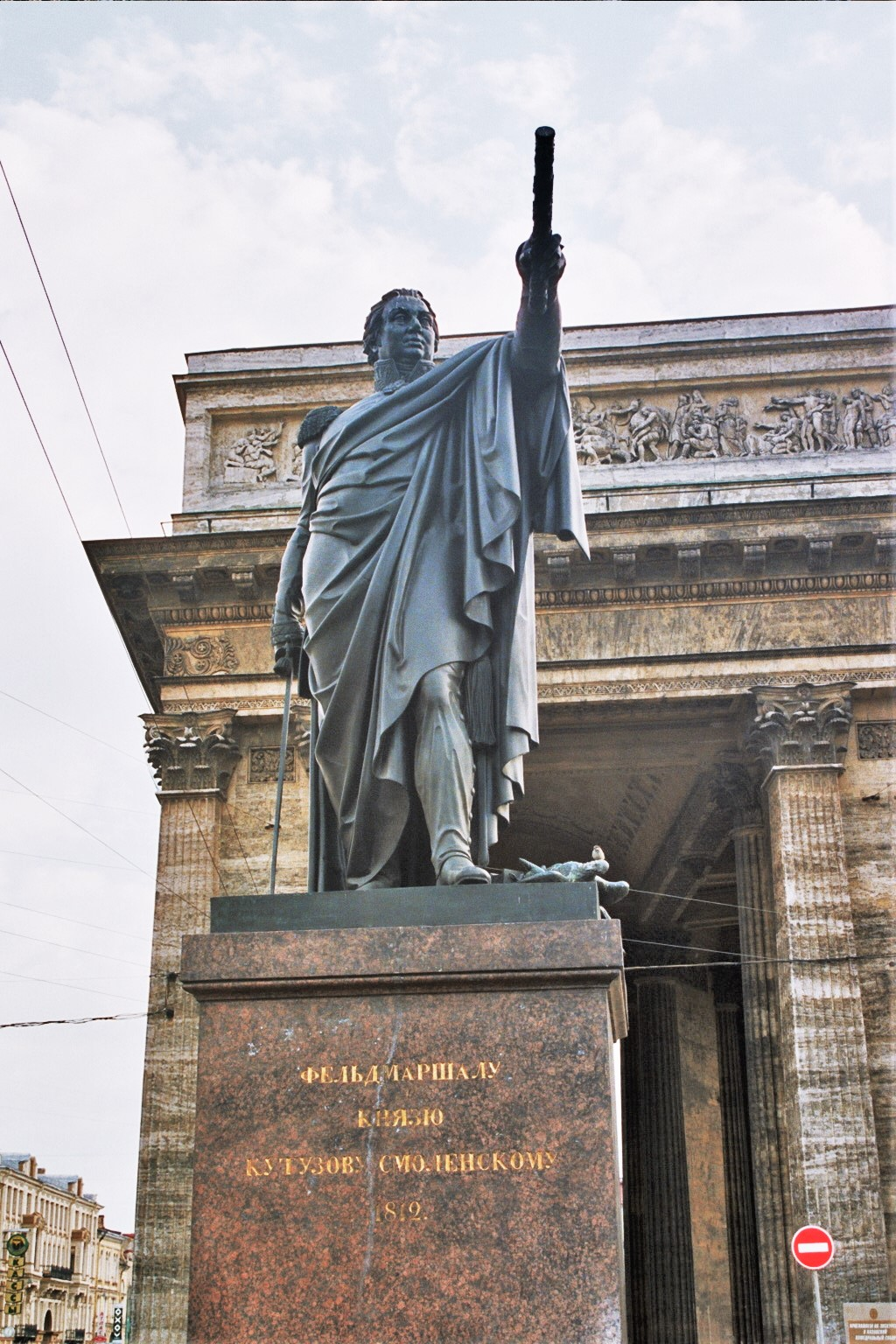
Pomnik Kutuzowa przed Soborem Kazańskim

Sobór Kazański, znany także jako Sobór Kazańskiej Ikony Matki Bożej oraz Kazański Sobór Katedralny (ros. Казанский собор, собор Казанской иконы Божией Матери, Каза́нский кафедра́льный собо́р) – prawosławny sobór położony przy Newskim Prospekcie w Petersburgu, poświęcony Kazańskiej Ikonie Matki Bożej. Został wybudowany w latach 1801–1811 pod kierownictwem Aleksandra Siergiejewicza Stroganowa, który zatrudnił głównego architekta – Andrieja Worochina (twórca projektu). Woronichin tworząc plan wzorował się na bazylice św. Piotra na Watykanie.
Monumentalna budowla utrzymana jest w stylu neoklasycystycznym. Uwagę przyciąga kolumnada złożona z 96 kolumn korynckich o wysokości 13 m. Po obu stronach portyku znajdują się posągi generałów – Michaiła Kutuzowa oraz Michaiła Barclay de Tolly. Autorem projektu obydwu figur jest architekt Wasilij Stasow, a wykonawcą – rzeźbiarz Borys Orłowski.

## Historia
Sobór pełni ważne miejsce w rosyjskiej historii. Wynika to z doniosłej roli jaką odegrał w czasie Wojny Ojczyźnianej w 1812. Po najeździe armii napoleońskiej na Rosję, główny dowodzący wojskami obronnymi – feldmarszałek Michaił Kutuzow – zwrócił się o pomoc do Kazańskiej Ikony Matki Bożej, w związku z czym nowo wybudowana świątynia została poświęcona jej opiece. Po zwycięskim zakończeniu wojny obronnej zaczęła być postrzegana jako pomnik dedykowany zwycięstwu Rosji nad Napoleonem. Po śmierci Kutuzowa w 1813 został on tutaj pochowany – jego grobowiec znajduje się w krypcie pod północną kaplicą. W 1815 w cerkiewnej zakrystii zostały zdeponowane klucze z 17 miast i 8 fortec Europy. 
Jednym z najbardziej czczonych obrazów w soborze był obraz Matki Bożej Częstochowskiej, podarowany przez mnichów z Jasnej Góry w 1813 roku oblegającym wojskom rosyjskim.
Po rewolucji 1917 rozpoczął się okres prześladowań religijnych, które dotknęły również to miejsce. Po konfiskacie świątyni przez bolszewików w 1922, jej wnętrze zostało mocno zdewastowane. Następnie cerkiew została na krótko przejęta przez ruch Żywej Cerkwi, uzyskując status Soboru Katedralnego Żywej Cerkwi Eparchii Leningradzkiej. 25 stycznia 1932 nakazem władz sobór został zamknięty. 
15 listopada 1932 wewnątrz świątyni otworzono Muzeum Historii Religii i Ateizmu, które w 1990 zostało przemianowane na Muzeum Historii Religii. Rok później zostało ono przeniesione do nowej siedziby (naprzeciwko budynku poczty głównej, na ulicy Pocztamskiej 14).
W latach 1950–1956 przeprowadzane były prace renowacyjne wnętrza, a w latach 1963–1968 – fasad.
Od 25 maja 1991, początkowo w lewej nawie świątyni, rozpoczęto odprawianie świętych liturgii. W następnym roku nabożeństwa były już sprawowane w nawie głównej. 30 kwietnia 1994 na kopule świątyni został umieszczony krzyż. Pełna konsekracja miała miejsce 29 marca 1998. Była ona przeprowadzona pod przewodnictwem metropolity petersburskiego i ładoskiego biskupa Włodzimierza.
W 2000 świątynia otrzymała status katedry eparchii petersburskiej i ładoskiej.

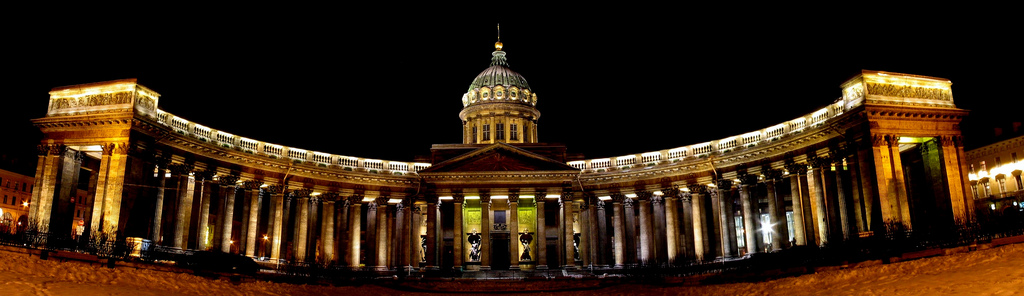

## Położenie
Sobór znajduje się w centrum Sankt Petersburga. Od strony północnej otacza go Newski Prospekt, od wschodniej – Kanał Gribojedowa, od zachodniej – ulica Kazańska, a od południa – plac Kazański (ros. Казанская площадь).